# 扎加伊
50°36′28″N 25°3′50″E / 50.60778°N 25.06389°E
扎加伊（烏克蘭語：Загаї），是烏克蘭的村落，位於該國西部沃倫州，由盧茨克區負責管轄，面積6.57平方公里，海拔高度227米，2001年人口126，人口密度每平方公里19.18人。